# Necrópolis de Cala Morell

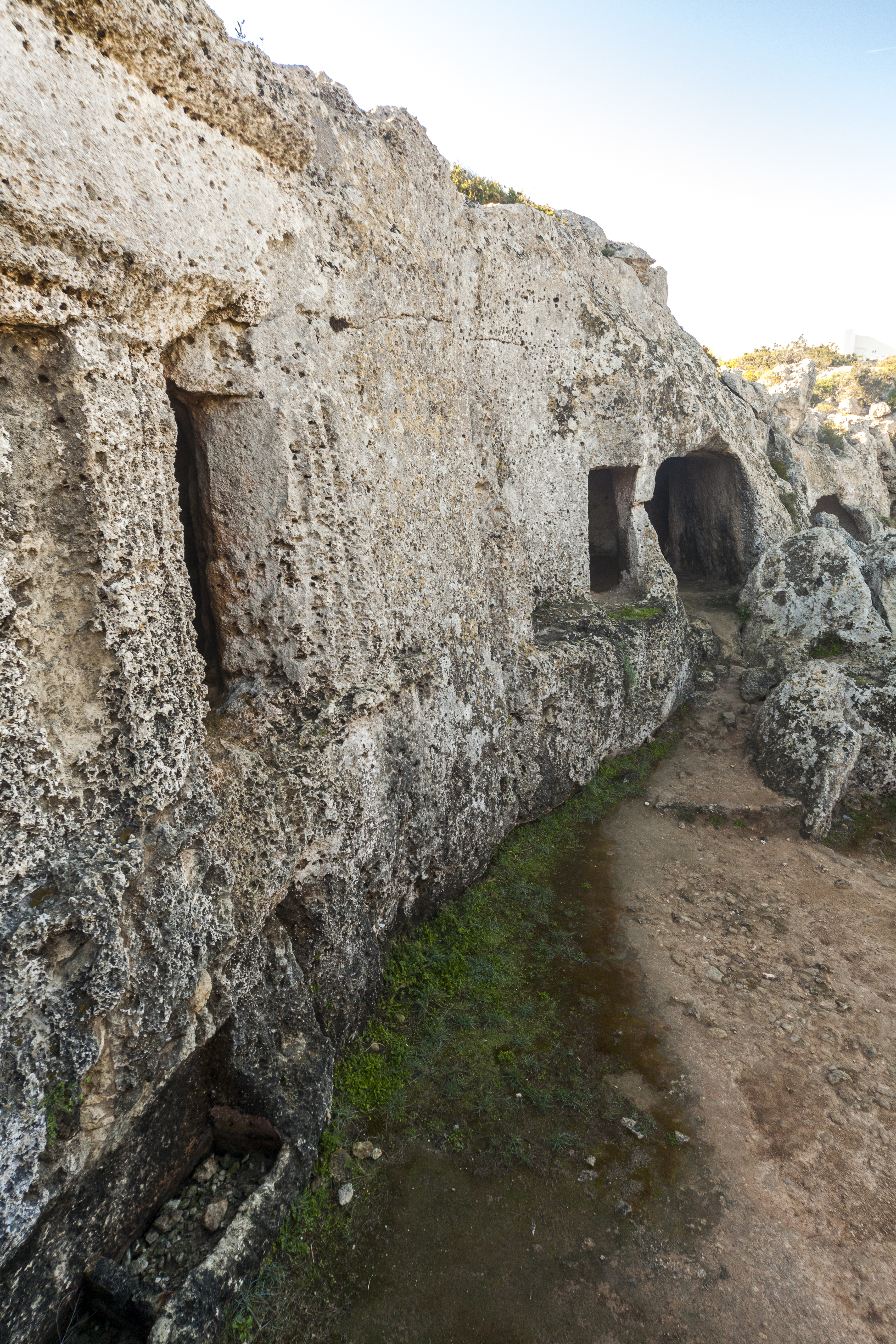
Fachada del hipogeo (o cueva) 4

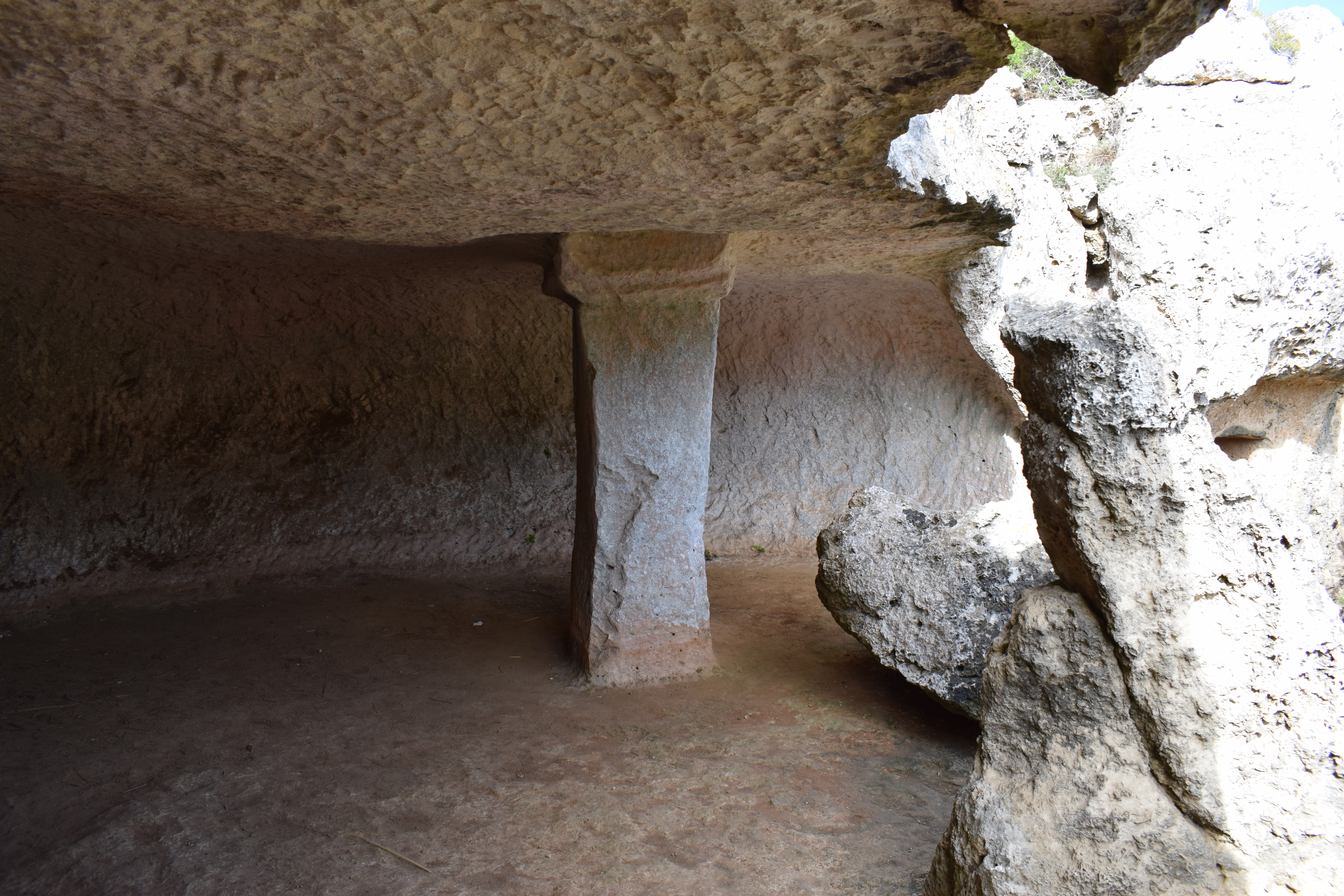
Hipogeo (o cueva) 2

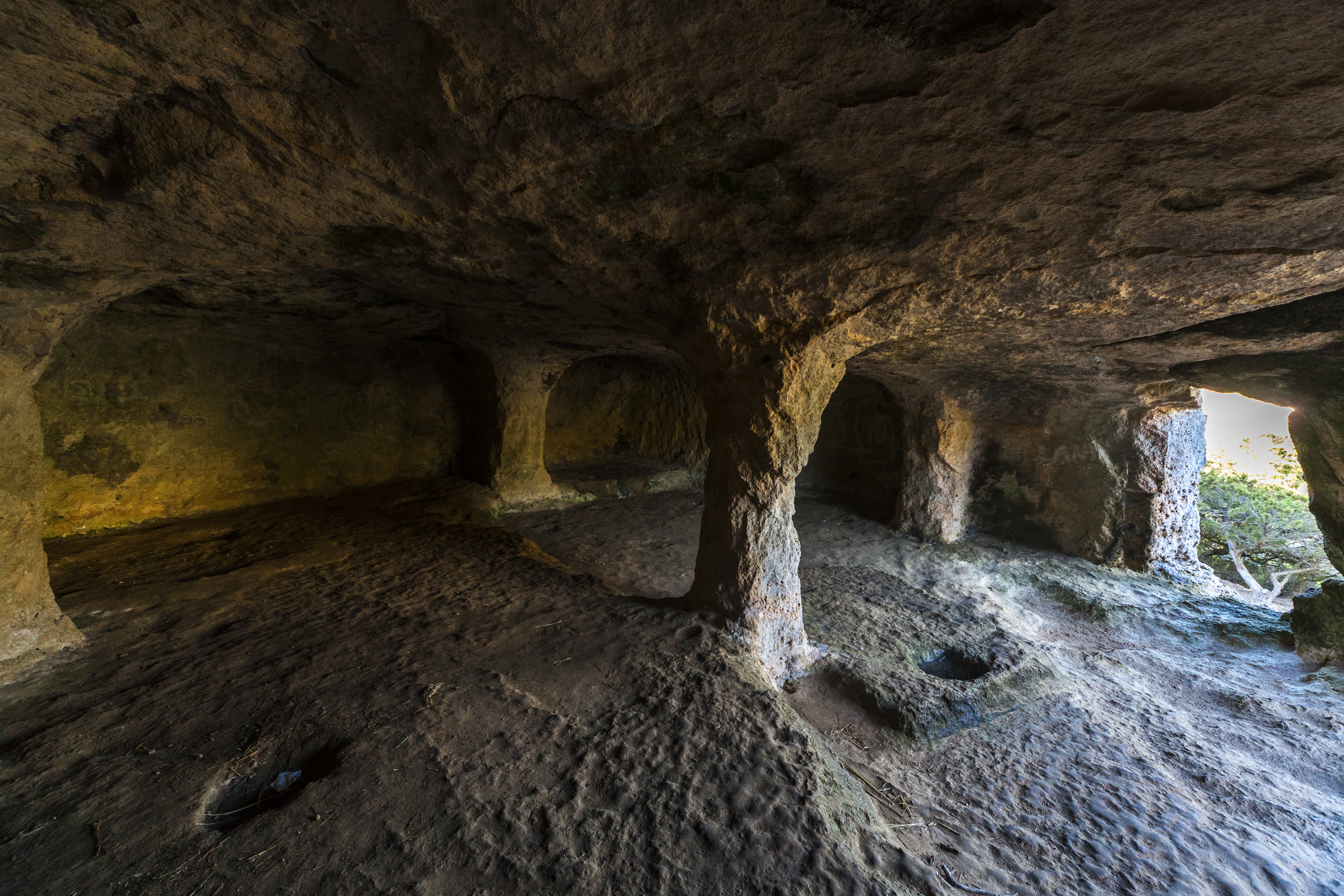
Interior de una cueva fechada en la Edad del Hierro

La Necrópolis de Cala Morell es un espacio funerario excavado en la roca, que se encuentra en cala Morell, isla de Menorca, Baleares ( España), declarado Bien de Interés Cultural (BIC). Está formada por un conjunto de catorce cuevas artificiales o hipogeos, utilizadas todas ellas como lugar de inhóspito "enterramiento colectivo".
Presenta dos fases claras de "ocupación": una durante la Edad del Bronce y otra durante el talayótico final o período postalayótico, que se prolonga hasta la época romana (siglo II d. C.).
Dos son las cuevas correspondientes a la fase más antigua, la 11 y la 12. Estas son de pequeñas dimensiones y planta ovalada. Presentas los restos de un corredor de entrada, construido con grandes losas. Corresponden a un momento anterior al inicio de la época talayótica. En las paredes de la cueva, se pueden observar gravados de época indeterminada.
Todas las demás cuevas corresponden a la fase del talayótico final. Se trata, en general, de cuevas de grandes dimensiones. Algunas de ellas presentan columnas y pilares que diferencian espacios. En una de ellas, en la entrada existen dos columnas y un dintel tallados en la roca que recuerdan la arquitectura clásica. Se trata, por lo tanto, de un ejemplo de las influencias externas que llegan a Menorca durante el talayótico final o período post-talayótico, a través del mundo púnico (los fenicios de Cartago). Otras cuevas presentan unas grandes depresiones excavadas en la roca, delante de la fachada. Aunque se les ha denominado "patios", estos espacios recogen el agua de la lluvia de riego y permanecen inundados durante gran parte del año. Es posible que ya se excavaran con esta intención o tal vez por algún motivo ligado a los rituales funerarios.

## Intervenciones arqueológicas
La necrópolis de Cala Morell ha sido objeto de diferentes actuaciones de tipo arqueológico en las últimas décadas:
- 1990: excavación de la cueva 12 dirigida por el arqueólogo Gustau Juan.[4]
- 1993: excavación de la cueva 11 dirigida por el arqueólogo Gustau Juan.
- 1994: excavación del patio de la cueva 10 dirigida por el arqueólogo Gustau Juan.
- 2007: restauración de la fachada de la cueva 14 dirigida por el restaurador Francesc Isbert y la arqueóloga Carmen Lara Astiz.[5]

## Descripción de los hipogeos
Hipogeo viene del latín hypogaeum, y este del griego ὑπόγαιον (hypógaion), y consiste en una bóveda subterránea que en la Antigüedad se usaba para conservar los cadáveres sin quemarlos. También se llama hipogeo a una capilla o edificio subterráneo.

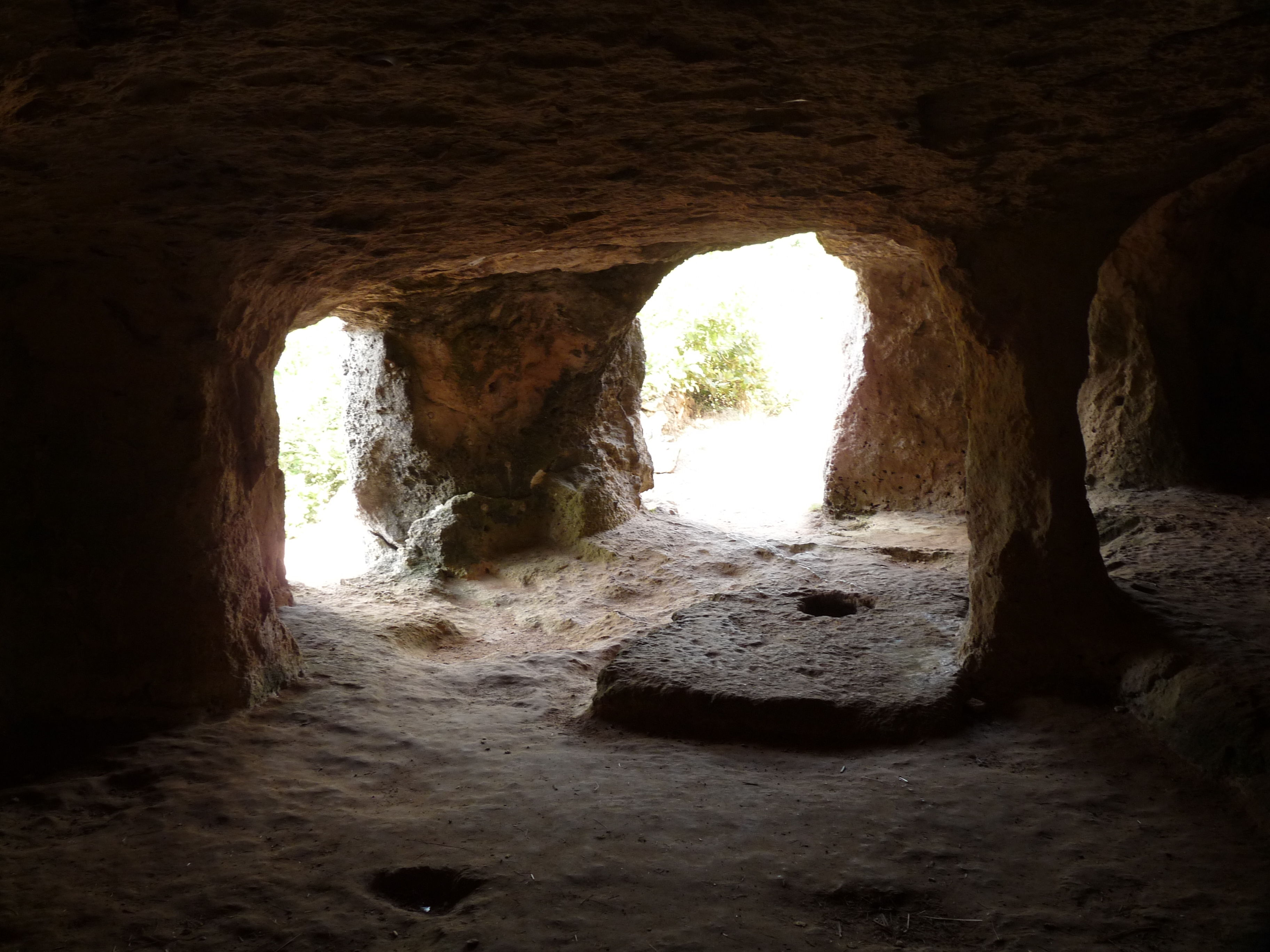
Interior de uno de los hipogeos de la necrópolis de Cala Morell.

- Hipogeo 1: planta circular con un pequeño nicho en el fondo. Portal trabajado en el interior con pilares y dintel esculpido que imita la forma en que probablemente era normal en las casas talayóticas. Portal rectangular situado a cierta altura con respecto al nivel del suelo y ubicado en una fachada trabajada, ligeramente cóncava, cubierta por el acantilado. Se accede por una escala moderna. En el interior puedes ver las marcas que dejaron las herramientas para excavar. Dimensiones: longitud 7.20 m; ancho 7.70 m; altura 2.30 m.

- Hipogeo 2: planta globular, ligeramente triangular. Tiene la fachada derruida y se debe acceder a través de la cueva 3. Columna de sección rectangular, en posición lateral, con un capitel de dos cuerpos tronco-piramidales invertidos y superpuestos. Pequeño nicho en el extremo interior, con un rebaje para encajar una losa. Dimensiones: longitud 8.10 m; ancho 8.30 m; altura 2.15 m.

- Hipogeo 3: planta irregular. La fachada solo se conserva en la izquierda, donde la puerta se abre a cierta altura. El otro lado de la fachada ha desaparecido. Puerta rectangular con pilares esculpidos y dintel, que recuerdan el acceso a un edificio talayótico. Hay una pilastra en la pared inferior que separa dos ámbitos de la cueva y un pequeño nicho circular a nivel del suelo. Dimensiones: longitud 7 m; ancho 8.80 m; altura 2.25 m.Interior del hipogeo número 2 de la necrópolis de Cala Morell.

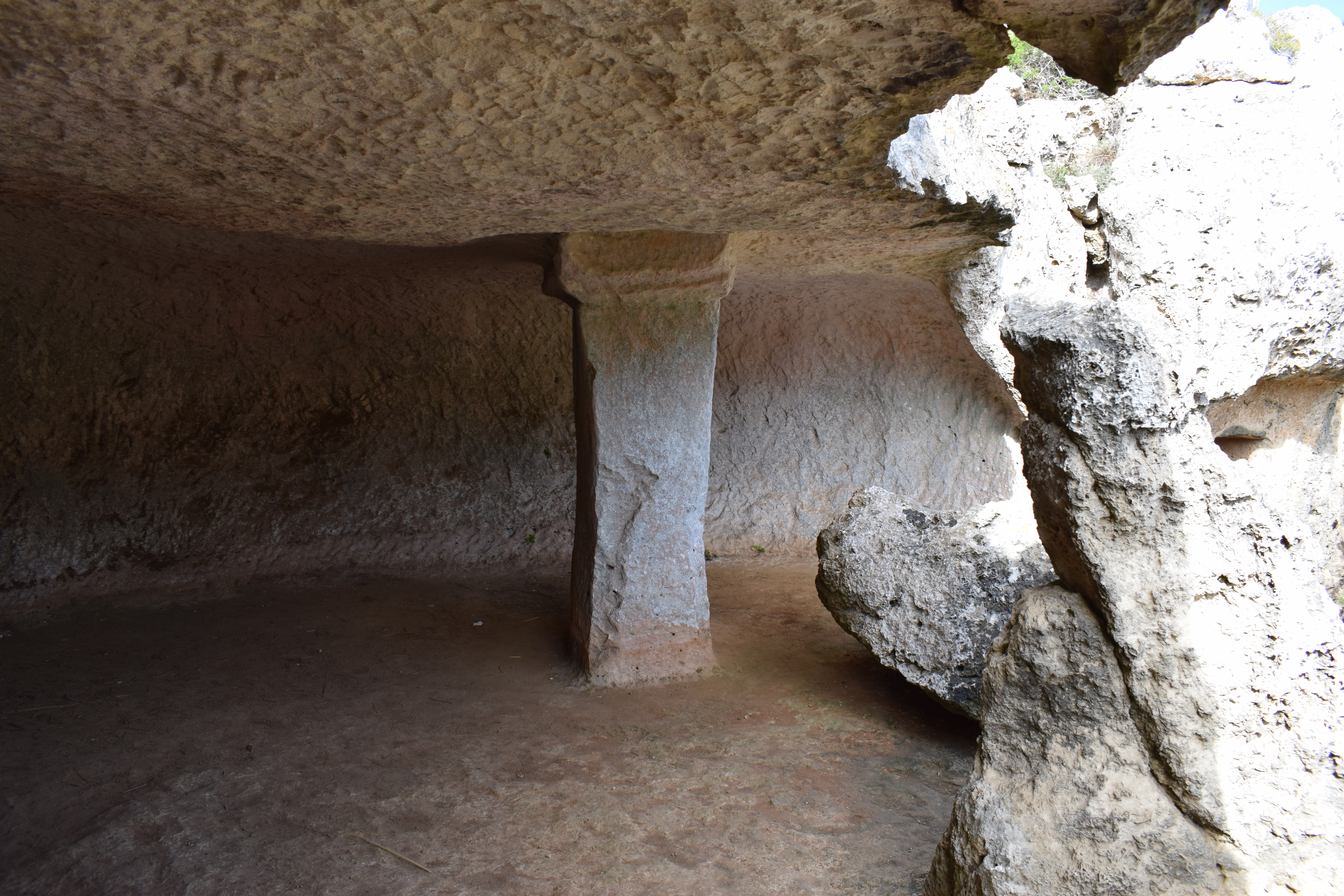
Interior del hipogeo número 2 de la necrópolis de Cala Morell.

- Hipogeo 4: Es el mayor monumento cavernario artificial de Menorca. Planta con espacios diferenciados por pilastras y columna central de sección cuadrangular, bajo la cual hay un espacio cuadrado en relieve similar a un altar o un lecho funerario, que tiene un nicho cuadrado excavado. La fachada es cóncava y tiene una cornisa moldeada. En el centro está el portal rectangular enmarcado por elementos arquitectónicos esculpidos a manera de columnas y dintel. Detrás de la columna, el nivel del suelo se eleva igual que en la zona del lado derecho y entre esta y el pilar próximo a la puerta. Parece un intento de separar y diferenciar el espacio interior. Dimensiones: longitud 10.30 m; ancho 11.80 m

- Hipogeo 5: Planta globular, ligeramente triangular, con un ábside en el fondo. Entre esto y la puerta hay dos columnas esculpidas. Una pequeña cámara globular se abre en la habitación izquierda, con un agujero redondo en el piso. La puerta se abre a cierta altura y es rectangular con las esquinas redondeadas. Esta cueva fue alterada ya que se transformó en una cisterna. Dimensiones: longitud 9.80 m; ancho 10.20 m; Altura 2.20 m

- Hipogeo 7: Tiene un patio exterior rectangular con esquinas redondeadas. La cámara es globular con una columna. En la parte posterior de esto hay una especie de altar delimitado por una recreación picada en la roca. En el lado izquierdo del posible altar hay un pequeño nicho redondo con un rebaje para encajar una losa. Fachada ligeramente cóncava con una puerta rectangular enmarcada por dos pilares y un dintel esculpido. Dimensiones: longitud 6.20 m; ancho 7.05 m; Altura 2.10 m

- Hipogeo 8: tamaño pequeño, de planta circular y cubierta semiesférica, con un receso en la puerta para que se ajuste una losa de cierre. Al lado están los restos de otro hipogeo? muy similar. Dimensiones: longitud 1.20 m; ancho 1.25 m; altura 1.80 m

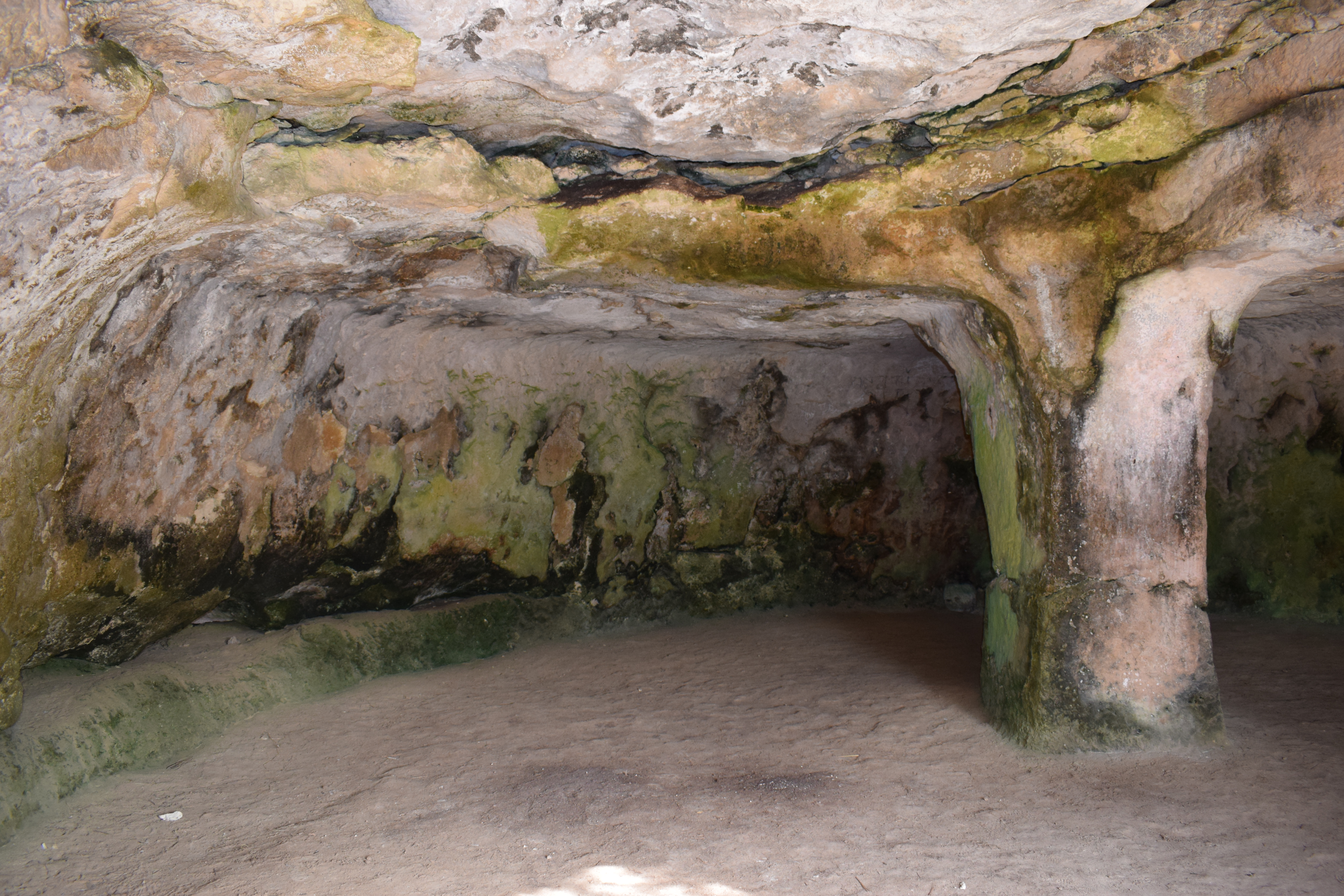
Interior del hipogeo número 10 de la necrópolis de Cala Morell.

- Hipogeo 9: con patio exterior. Planta globular con una columna central de sección rectangular y troncal invertida. La puerta es rectangular y se encuentra en el medio de una fachada rectilínea. Los pilares y el dintel están esculpidos en la parte interna. También se han esculpido las pilastras en su exterior. En la parte posterior de la cueva un pequeño nicho excavado. Dimensiones: longitud 8.85 m; ancho 8.35 m; altura 2.15 m

- Hipogeo 10: planta globular con una columna excéntrica de sección rectangular y capital diferenciado. Dimensiones: longitud 9 m; ancho 8.35 m; altura 2.15 m

- Hipogeo 11: espacio excavado de tipo corredor construido con losas grandes. Es de planta ovoide irregular y cubierta con una cúpula de sección curva. Fachada cóncava, con el portal de acceso central, con un paso, que se conecta con el interior por un corredor construido con grandes bloques de piedra muy deteriorados. El material documentado en el interior pertenece al bronce medio inicial, mientras que en el exterior se documentaron cerámicas tipo Naviformes I y II (1600-1400 a. C.). Dimensiones: longitud del corredor 1.50 m; ancho del corredor 1 m; longitud de la cámara 3.50 m; ancho de la cámara 2.85 m.

- Hipogeo 12: corresponde a la tipología de corredor construido con losas grandes. Es de planta ovoide con las paredes curvas y el techo plano. Fachada construida con un pequeño corredor, en la cual se conserva una losa rota colocada verticalmente en el lado este. Un pequeño banco se destaca dentro de la cámara, casi en el suelo. En las paredes de la cueva hay pintadas de época indeterminada, pero no actual. Los materiales documentados tanto dentro como fuera del monumento pertenecen al bronce medio inicial. Dimensiones: longitud del corredor 1.10 m; Ancho del corredor 0.65 m; Longitud de la cámara 4 m; ancho de la cámara 3 m

- Hipogeo 13: Tiene un patio exterior muy deteriorado. Planta trilobular con el ábside diferenciado con un recrecimiento y cambio del nivel del suelo. Las cámaras se distinguen con dos pilastras talladas en la pared de sección cuadrada. La situada a la  derecha presenta lo que parecen pintadas. Fachada con puerta rectangular con los pilares y el dintel esculpidos por el interior. Dimensiones: longitud 7.30 m; ancho 8.70 m; altura 2.45 m
- Hipogeo 14: tiene un patio rectangular de esquinas redondeadas, con tres nichos en la pared este. Planta cuadrangular con dos columnas cuadradas muy degradadas. El piso de la cámara tiene diferentes niveles que diferencian los espacios. En la pared este hay un pequeño nicho excavado. La puerta no está claramente identificada. Dimensiones: longitud 10.15 m; ancho 13.50 m; altura 2.55 m

### Las "Capades de Moro"
Sobre todo en relación con los hipogeos de planta compleja, existen unas hornacinas llamadas popularmente «capades de moro». Consisten en cavidades de forma ovoide y también rectangulares o trapezoidales, excavadas en la roca de las paredes, a una altura de entre 1,5 y 2,5 metros sobre el suelo. Se hallan mayormente en los exteriores de los hipogeos, aunque alguno hay en el interior de los mismos. Puede haber capades rebajadas para el encaje de una losa de cierre.
Pudieran ser del Talayótico inicial y perdurarían durante el Talayótico final según se puede deducir de la presencia de uno de estos elementos cerca de la entrada del hipogeo XXI de Calescoves.
Su función aún no está determinada, pero ciertamente están relacionadas con el mundo funerario de las comunidades talayóticas, ya que siempre aparecen próximos a las cuevas de enterramientos.